# Книттельсхайм
Книттельсхайм (нем. Knittelsheim) — община в Германии, в земле Рейнланд-Пфальц. 
Входит в состав района Гермерсхайм. Подчиняется управлению Бельхайм.  Население составляет 1012 человек (на 31 декабря 2010 года). Занимает площадь 6,37 км².